# Aprostocetus coimbatorensis
Aprostocetus coimbatorensis är en stekelart som först beskrevs av Sievert Allen Rohwer 1921.  Aprostocetus coimbatorensis ingår i släktet Aprostocetus och familjen finglanssteklar. Inga underarter finns listade i Catalogue of Life.